# Lago Gerundo
Il lago o mare Gerundo (o Gerondo) si suppone fosse un vasto specchio d'acqua stagnante, a regime instabile, situato in Lombardia a cavallo dei letti dei fiumi Adda e Serio.
Le fonti storiche fanno riferimento a Plinio il Vecchio, che, citando Stabone, riferisce che gran parte del territorio della Cispadana era occupato  da una grande palude. Per trovare altre citazioni bisogna andare al medioevo quando, prima Paolo Diacono, poi il monaco Sabbio, riferiscono di un grande lago formatasi a seguito di incessanti alluvioni. Secondo i dati geologici esso sembrerebbe essere esistito in età preistorica. Storicamente la zona è stata sì soggetta ad alluvioni dei fiumi, ma, piuttosto che paludosa, sembra essere sempre stata sostanzialmente poco fertile, costituita essenzialmente da gerali, cioè da strati di ghiaia, ricoperti, in media, solo da 45 cm di torba.
Al lago Gerundo è strettamente legato il promontorio dell'Insula Fulcheria (forse da pulchra, "bella"), l'unica zona fertile nel centro dell'arida distesa ghiaiosa.

## Etimologia
È probabile che il toponimo "Gerundo" derivi dalla géra o "ghiaia" (oppure gérola, "sasso"), e infatti i gerali la fanno da padrone (vedi la toponomastica locale, come in Gera d'Adda).
Valerio Ferrari, conoscitore del territorio cremasco, ha suggerito al contrario che il termine possa derivare dal greco gyrus (spira, curva), con riferimento ai meandri fluviali che abbondano nell'area.
Un'ipotesi più fantasiosa farebbe invece derivare il termine Gerundo dal greco Ăchĕrōn, ossia Acheronte, un fiume infernale nella mitologia greca, poiché il lago avrebbe dovuto essere paludoso, e quindi inospitale e malsano.
Un'ulteriore ipotesi collega le denominazioni di Lago Gerundo e di Isola Fulcheria alla presenza, in età altomedievale, di uno stanziamento longobardo ("lakar" + "gaira", ossia "accampamento della lancia regale") contrapposto in quei luoghi a una sacca di resistenza imperiale ("nisus" + "ϕυλακτήριον", ossia "guarnigione di resistenza"). La successiva risemantizzazione di questi termini avrebbe originato dunque i nomi attuali di "Lago Gerundo" e "Isola Fulcheria", e avrebbe ispirato la leggenda del drago, simbolo del paganesimo dei Longobardi e della loro ferocia . Si supererebbe, in tal modo, l'ostacolo dato dall'assenza di alcun lago e di alcuna isola in quell'area.

## Leggenda
La fantasia popolare narra che un tempo nelle acque del lago Gerundo vivesse un drago di nome Tarantasio che, avvicinandosi alle rive, faceva strage di uomini e soprattutto di bambini e che ammorbava l'aria circostante col fetore del suo alito. Le sgradevoli esalazioni, in effetti, erano dovute all'acido solfidrico e altri composti solforati affioranti dal fondo melmoso insieme al metano. Fenomeno misterioso per la popolazione che perciò ne incolpava un animale fantastico e terribile.
Il mostro, secondo la leggenda, fu ucciso e il lago prosciugato da uno sconosciuto eroe il quale altri non era se non il capostipite dei Visconti di Milano che, dopo tale prodezza, adottò come suo stemma l'immagine del biscione divoratore di uomini. Alcune fonti popolari attribuiscono il prosciugamento e la bonifica del lago a san Cristoforo, che avrebbe sconfitto il drago, altre a san Colombano (famoso uccisore di draghi come per il drago dell'eremo di San Colombano) o a Federico Barbarossa.
La leggenda è documentata da una tavola fatta apporre nel 1563 dai monaci olivetani, amministratori della chiesa di S. Cristoforo in Lodi. La tavola commemora il miracolo del prosciugamento del lago operato dal santo per liberare il territorio da un drago che ne infestava le acque. La chiesa conteneva anche le ossa del drago. Entrambe queste testimonianze non sono pervenute a noi ma sono citate in diverse opere tra cui le Mediolanenses antiquitates di Giovanni Antonio Castiglione del 1625 .
La bonifica del territorio fu in realtà fatta dai monaci delle abbazie vicine. Si ritiene comunemente che le acque scomparvero in seguito a progressive opere di bonifica in atto già da tempo, in particolare il potenziamento del canale della Muzza da parte dei lodigiani, oltre a fattori naturali di drenaggio e assestamento idrogeologico, testimoniati dagli ampi depositi di materiale alluvionale nei pressi della confluenza dell'Adda nel Po.

## Ubicazione
Il lago occupava un ampio tratto di territorio tra Adda e Serio, ma anche, secondo alcuni, Brembo e Oglio. Tale localizzazione comprende quindi le province di Bergamo, Lodi, Cremona e Milano.
Una probabile concausa nella formazione del lago deve essere stata la presenza delle risorgive del fiume Tormo nella piana alluvionale dell'Adda, situate oggi nel comune di Arzago d'Adda. Nel passato le acque del fiume non erano canalizzate, ciò dava origine a vaste zona paludose.
La costa est del lago, secondo alcuni autori, raggiungeva Fara Olivana e proseguiva, passando a est di Crema, sino a Grumello Cremonese; continuando poi a occupare parte delle valli del Chiese e dell'Oglio sin quasi alla sua immissione nel Po. In particolare, si può osservare una vasta zona delimitata da una scarpata che indica l'antico alveo del lago, o meglio la zona più profonda; tale demarcazione è oggi chiaramente visibile nei pressi della sponda occidentale dell'Adda, da Cassano a Castiglione. L'ampiezza massima del lago, comprendente le zone paludose, è andata comunque oltre, a causa dell'abbandono delle opere di bonifica durante il Medioevo.
Al centro del lago si ergeva una lunga e stretta striscia di terra che iniziava presso Caravaggio, raggiungeva Crema e proseguiva sin oltre Castelleone.
Il suolo declina verso il letto attuale dei fiumi alle volte con suggestive pendenze, come nel territorio di Truccazzano, sulla strada provinciale 14 "Rivoltana", a Formigara, e a Chieve.
Numerosi sono i comuni che dedicano una via al lago scomparso, mentre nella parte bergamasca del comune di Cassano d'Adda, esiste la località Taranta, probabilmente derivata dalla leggenda del drago.

## Realtà storica
Datazioni geologiche permettono di stabilire che la valle dell'Adda era formata già 5000 anni fa, e si presentava così come è oggi. Il fiume ha comunque mostrato ampliamento di meandri e modificazioni del corso in misura maggiore che non l'Oglio, per esempio. La zona era inoltre abitata, essendo state trovate tracce di insediamenti gallici (III e II secolo a.C.) e romani, nonché una strada romana da Milano a Cremona, in pieno "lago Gerundo".
Appare invece evidente che la zona fosse caratterizzata da terreni umidi, creati dai numerosi meandri del fiume Adda, e da terreno ghiaioso, derivato dallo spostamento del letto del fiume, e quindi poco fertile. Il termine mare, non attestato nella letteratura medievale in riferimento a laghi, potrebbe quindi riferirsi a un territorio infecondo, morto nel senso di poco fertile.